# Arvillers
Arvillers est une commune française située dans le département de la Somme en région Hauts-de-France.

## Géographie

### Localisation
Arvillers est un village picard de l'Amiénois et de la région naturelle du Santerre.
À vol d'oiseau, la localité est située à 9 km au sud-ouest de Rosières-en-Santerre, 11 km au nord-ouest de Roye, 12 km au nord-est de Montdidier, 30 km au sud-est d'Amiens, 39 km au nord-ouest de Compiègne et à 47 km au sud-ouest de Saint-Quentin.
Le territoire de la commune est limitrophe de ceux de huit communes.
Les communes limitrophes sont  Becquigny, Bouchoir, Davenescourt, Erches, Folies, Hangest-en-Santerre, Le Quesnel et Warsy.

### Géologie et relief
La superficie de la commune est de 12,68 km2 ; son altitude varie de 49  à   108 mètres.
Le sous-sol est majoritairement formé de craie recouverte par le limon des plateaux (lœss).
Le relief de la commune est celui d'un plateau, le plateau du Santerre. Au sud, se trouve la vallée de l'Avre.
Sur ses limites ouest et sud, on note la présence d'espaces boisés.

### Hydrographie

#### Réseau hydrographique
La commune est située dans le bassin Artois-Picardie. Elle est drainée par l'Avre.

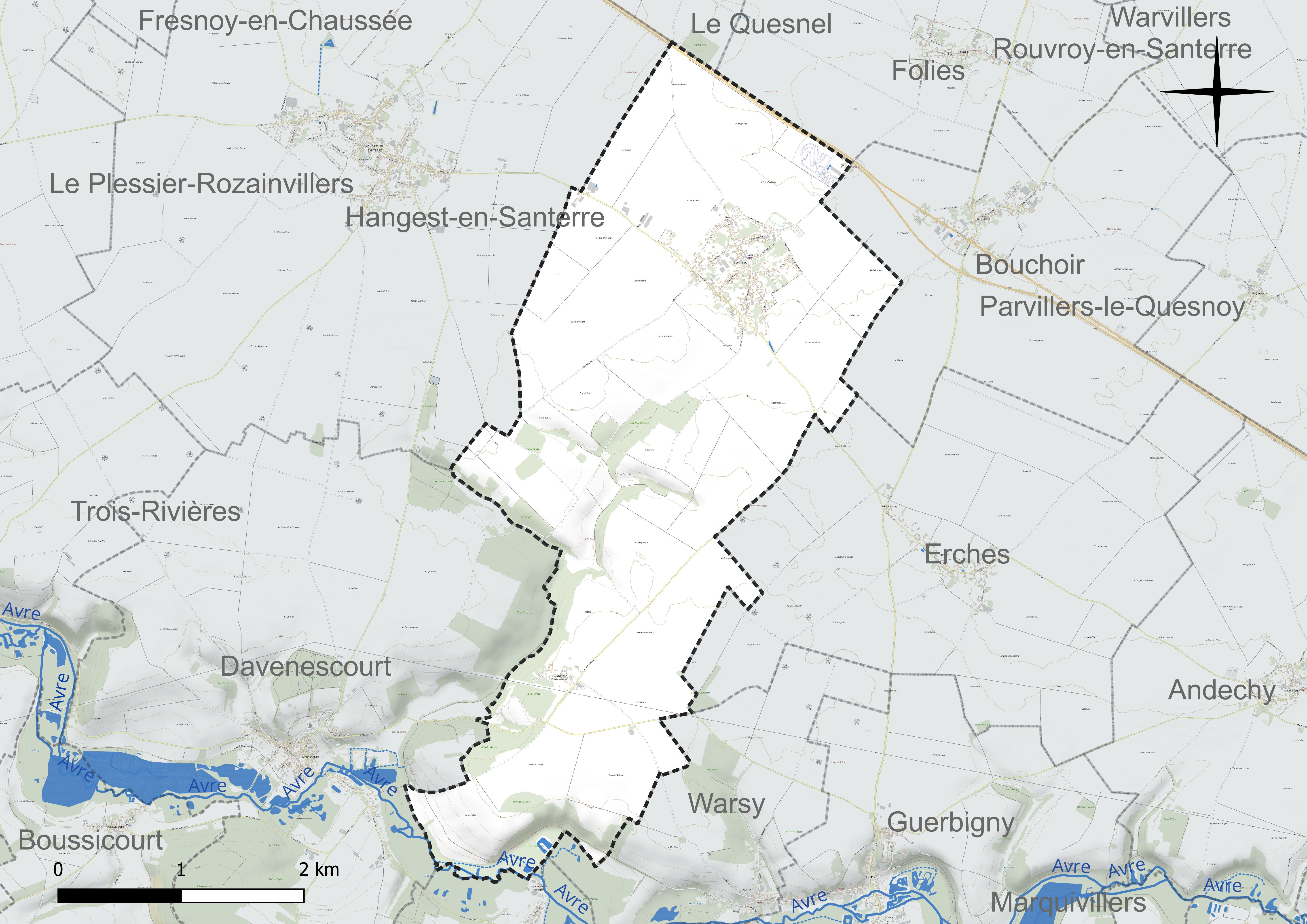
Réseau hydrographique d'Arvillers.

L'Avre, d'une longueur de 66 km, prend sa source dans la commune de Amy, à 81 m d'altitude, et se jette  dans la Somme à Longueau, à 24 m d'altitude, après avoir traversé 31 communes.

#### Gestion et qualité des eaux
Le territoire communal est couvert par le schéma d'aménagement et de gestion des eaux (SAGE) « Somme aval et Cours d'eau côtiers ». Ce document de planification concerne un territoire de 1 835 km2 de superficie, délimité par le bassin versant de la Somme canalisée. Le périmètre a été arrêté le 29 avril 2010 et le SAGE proprement dit a été approuvé le 6 août 2019. La structure porteuse de l'élaboration et de la mise en œuvre est le syndicat mixte d'aménagement hydraulique du bassin versant de la Somme (AMEVA).
La qualité des cours d'eau peut être consultée sur un site dédié géré par les agences de l'eau et l'Agence française pour la biodiversité.

### Climat
Pour des articles plus généraux, voir Climat des Hauts-de-France et Climat de la Somme.
En 2010, le climat de la commune est de type climat océanique dégradé des plaines du Centre et du Nord, selon une étude du CNRS s'appuyant sur une série de données couvrant la période 1971-2000. En 2020, Météo-France publie une typologie des climats de la France métropolitaine dans laquelle la commune est exposée à un climat océanique et est dans la région climatique Nord-est du bassin Parisien, caractérisée par un ensoleillement médiocre, une pluviométrie moyenne régulièrement répartie au cours de l'année et un hiver froid (3 °C).
Pour la période 1971-2000, la température annuelle moyenne est de 10,2 °C, avec une amplitude thermique annuelle de 14,7 °C. Le cumul annuel moyen de précipitations est de 705 mm, avec 11,3 jours de précipitations en janvier et 8,6 jours en juillet. Pour la période 1991-2020, la température moyenne annuelle observée sur la station météorologique la plus proche, située sur la commune de Rouvroy-en-Santerre à 5 km à vol d'oiseau, est de 10,8 °C et le cumul annuel moyen de précipitations est de 635,8 mm,. Pour l'avenir, les paramètres climatiques de la commune estimés pour 2050 selon différents scénarios d'émission de gaz à effet de serre sont consultables sur un site dédié publié par Météo-France en novembre 2022.
| Mois                                  | jan.           | fév.           | mars           | avril         | mai             | juin          | jui.          | août          | sep.          | oct.          | nov.            | déc.           | année      |
| ------------------------------------- | -------------- | -------------- | -------------- | ------------- | --------------- | ------------- | ------------- | ------------- | ------------- | ------------- | --------------- | -------------- | ---------- |
| Température minimale moyenne (°C)     | 1,4            | 1,7            | 3,1            | 4,4           | 8               | 10,6          | 12,3          | 12,3          | 9,8           | 7,5           | 4,1             | 2              | 6,4        |
| Température moyenne (°C)              | 3,8            | 4,6            | 7,2            | 9,8           | 13,3            | 16,2          | 18,3          | 18,4          | 15,1          | 11,5          | 7,1             | 4,4            | 10,8       |
| Température maximale moyenne (°C)     | 6,2            | 7,5            | 11,2           | 15,2          | 18,5            | 21,8          | 24,3          | 24,4          | 20,5          | 15,6          | 10,1            | 6,7            | 15,2       |
| Record de froid (°C) date du record   | −17,5 07.01.09 | −11,6 12.02.12 | −12,5 13.03.13 | −4,8 08.04.03 | −2,3 05.05.1996 | 2,2 05.06.12  | 2,8 03.07.11  | 3,7 02.08.15  | −0,9 25.09.03 | −6,1 24.10.03 | −9,2 24.11.1998 | −14,4 18.12.10 | −17,5 2009 |
| Record de chaleur (°C) date du record | 14,9 09.01.15  | 18 24.02.21    | 24,4 31.03.21  | 27,2 15.04.07 | 30,2 27.05.05   | 35,3 18.06.22 | 41,6 25.07.19 | 39,1 12.08.03 | 34,2 09.09.23 | 28,1 01.10.11 | 19,9 06.11.18   | 16,2 07.12.00  | 41,6 2019  |
| Précipitations (mm)                   | 45,6           | 43             | 44,1           | 39,4          | 61,3            | 55,3          | 63,8          | 62,4          | 45,1          | 58,1          | 52,4            | 65,3           | 635,8      |

## Urbanisme

### Typologie
Au 1er janvier 2024, Arvillers est catégorisée commune rurale à habitat dispersé, selon la nouvelle grille communale de densité à sept niveaux définie par l'Insee en 2022.
Elle est située hors unité urbaine. Par ailleurs la commune fait partie de l'aire d'attraction d'Amiens, dont elle est une commune de la couronne,. Cette aire, qui regroupe 369 communes, est catégorisée dans les aires de 200 000 à moins de 700 000 habitants,.
La commune appartient au bassin de vie de Rosières-en-Santerre.

### Occupation des sols

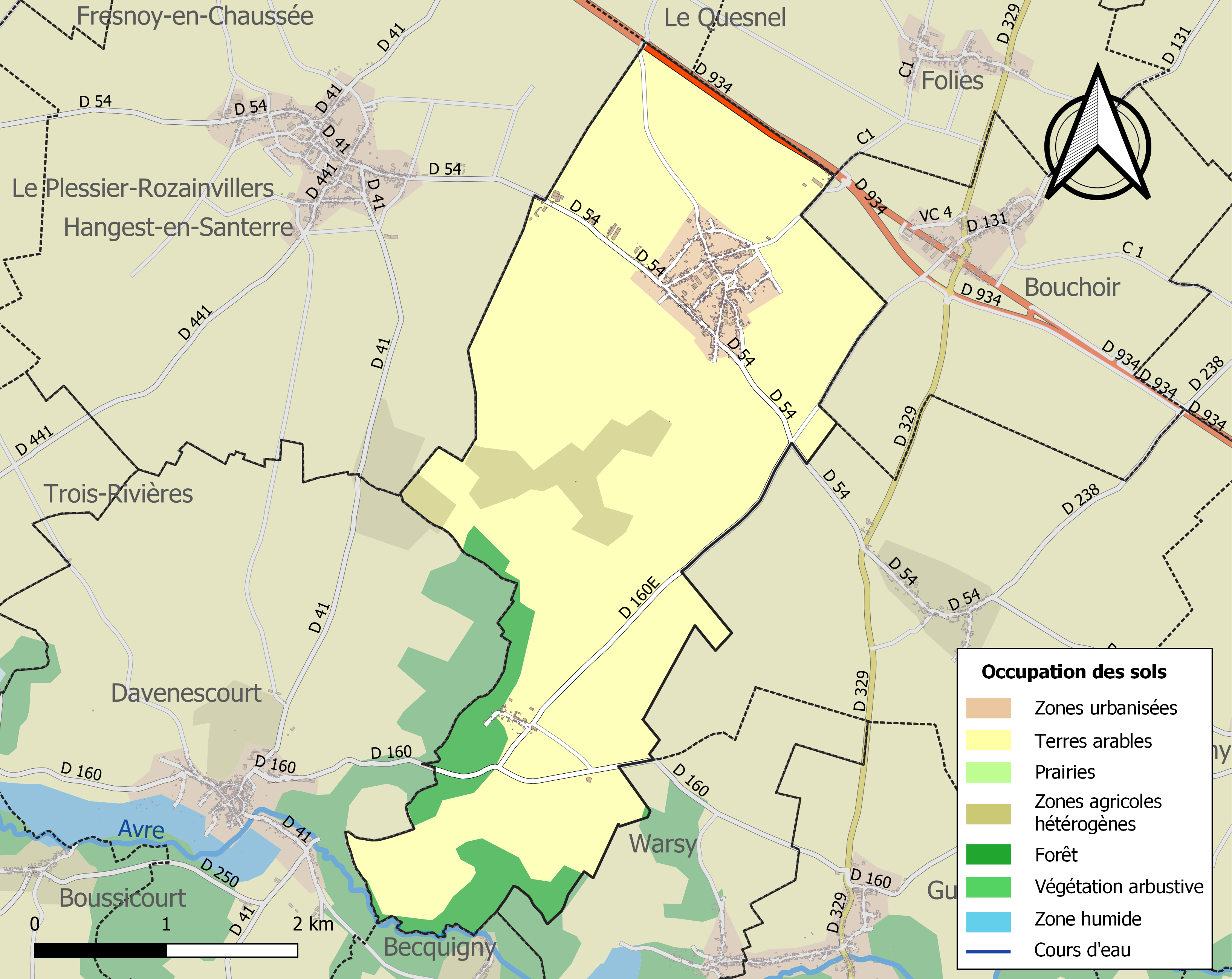
Carte des infrastructures et de l'occupation des sols de la commune en 2018 (CLC).

L'occupation des sols de la commune, telle qu'elle ressort de la base de données européenne d'occupation biophysique des sols Corine Land Cover (CLC), est marquée par l'importance des territoires agricoles (86,8 % en 2018), une proportion sensiblement équivalente à celle de 1990 (86,1 %).
La répartition détaillée en 2018 est la suivante : terres arables (81,4 %), forêts (7,8 %), zones urbanisées (5,4 %), zones agricoles hétérogènes (5,3 %).
L'évolution de l'occupation des sols de la commune et de ses infrastructures peut être observée sur les différentes représentations cartographiques du territoire : la carte de Cassini (XVIIIe siècle), la carte d'état-major (1820-1866) et les cartes ou photos aériennes de l'IGN pour la période actuelle (1950 à aujourd'hui).

### Habitat et logement
En 2021, le nombre total de logements dans la commune était de 373, alors qu'il était de 364 en 2016 et de 337 en 2011.
Parmi ces logements, 83,8 % étaient des résidences principales, 6,2 % des résidences secondaires et 10 % des logements vacants. Ces logements étaient pour 99,7 % d'entre eux des maisons individuelles et pour 0 % des appartements.
Le tableau ci-dessous présente la typologie des logements à Arvillers en 2021 en comparaison avec celle de la Somme et de la France entière. Une caractéristique marquante du parc de logements est ainsi la faible proportion des résidences secondaires et logements occasionnels (6,2 %) par rapport au département (8,4 %) et à la France entière (9,7 %).
| Typologie                                               | Arvillers | Somme | France entière |
| ------------------------------------------------------- | --------- | ----- | -------------- |
| Résidences principales (en %)                           | 83,8      | 83,1  | 82,2           |
| Résidences secondaires et logements occasionnels (en %) | 6,2       | 8,4   | 9,7            |
| Logements vacants (en %)                                | 10        | 8,5   | 8,1            |

### Voies de communication et transports
La commune est traversée d'ouest en est par la route départementale 54 qui relie Moreuil à Roye. Elle est limitée au nord par la l'ancienne Route nationale 334 (actuelle route départementale 934) qui relie Amiens à Roye, axe majeur du département de la Somme. Le sud de la commune est traversé par la route départementale 160 qui relie Trois-Rivières à Andechy.
En 2019, la commune est desservie par les lignes d'autocars du réseau Trans'80, Hauts-de-France, tous les jours sauf le dimanche et les jours fériés (ligne no 40, Roye - Hangest-en-Santerre - Amiens ; ligne no 45, Moreuil - Montdidier).

## Toponymie
Les anciennes formes du nom du village sont : Argovillaris (844), Arviler (1167) , Harviller (1184), Ursivillarensis, Ursivilla, Arvileir, Arviller (1223), Arcovillaris (1257), Arcovillaris (1267), Arviler, Arviler en Santers (1394), Arvillier, Arvillers en 1673, Erviller, Arviver et Harvillers.
Son étymologie est incertaine, compte tenu des variations du nom. Elle signifierait « Repaire de l'ours » ou « Ville fortifiée ». Cette hypothèse est peu vraisemblable.
Le nom de la commune est, selon toute vraisemblance, de formation germano-romane comme la plupart des toponymes se terminant par « villers » issu du latin villa, domaine ou partie d'un domaine. Le préfixe « Ar » dériverait du nom d'un propriétaire d'origine germanique.
Arvillers se dit Arvili en picard.

## Histoire

### Antiquité
On a découvert dans la commune une hache-marteau en roche dure perforée[réf. nécessaire], ainsi que, au hameau de Prunierval, des sarcophages et une pièce de monnaie à l'effigie de Jules César. Les traces de deux villas gallo-romaines ont été découvertes à côté du cimetière militaire. Le lieu était proche de la via Agrippa, voie romaine reliant Lugdunum (Lyon) à Portus Itius (Boulogne-sur-Mer) par Augusta Suessionum (Soissons) et Samarobriva (Amiens) (dite localement Chaussée Brunehaut).

### Moyen Âge
Pendant la guerre de Cent Ans, en 1417, le château fut occupé par les Anglais qui ravagèrent le voisinage. Jean de Luxembourg les cerna et les força à se rendre.

### Temps modernes
La seigneurie a appartenu à partir de 1556 aux ducs de Montmorency et de Bourbon.
Le village et l'église ont été incendiés par les Espagnols en 1653 sous les ordres de Condé, durant la Fronde.

### Époque contemporaine
Le village se dota d'une école en 1824.
Lors de la guerre franco-allemande de 1870, les Allemands, marchant sur Amiens, occupèrent Arvillers.
Le village se trouvait dans la zone des combats de la Première Guerre mondiale et a subi des destructions de guerre,,. Il a été décoré de la croix de guerre 1914-1918 le 3 novembre 1920.
L'ancienne commune de Saulchoy-sur-Davenescourt a été rattachée à Arvillers en 1965.

## Politique et administration

### Rattachements administratifs et électoraux
Elle fait partie depuis 1801 du canton de Moreuil, qui a été modifié et agrandi dans le cadre du redécoupage cantonal de 2014 en France.

#### Rattachements administratifs
La commune se trouve dans l'arrondissement de Montdidier du département de la Somme. Pour l'élection des députés, elle fait partie depuis 2012 de la quatrième circonscription de la Somme.
Elle faisait partie depuis 1801 du canton de Moreuil. Dans le cadre du redécoupage cantonal de 2014 en France, cette circonscription administrative territoriale a disparu, et le canton n'est plus qu'une circonscription électorale.

#### Rattachements électoraux
Pour les élections départementales, la commune fait partie depuis 2014 d'un nouveau canton de Moreuil porté de 23 à 43 communes.
Pour l'élection des députés, elle fait partie depuis 2012 de la quatrième circonscription de la Somme.

### Intercommunalité
La commune était membre de la communauté de communes du canton de Moreuil, créée par un arrêté préfectoral du 4 décembre 1992 et renommée communauté de communes Avre Luce Moreuil (CCALM) par arrêté préfectoral du 6 mai 1996.
Dans le cadre des dispositions de la loi portant nouvelle organisation territoriale de la République du 7 août 2015, qui prévoit que les établissements publics de coopération intercommunale (EPCI) à fiscalité propre doivent avoir un minimum de 15 000 habitants, la préfète de la Somme propose en octobre 2015 un projet de nouveau schéma départemental de coopération intercommunale (SDCI) prévoyant la réduction de 28 à 16 du nombre des intercommunalités à fiscalité propre du Département.
Après des hypothèses de regroupement des communautés de communes du Grand Roye (CCGR), du canton de Montdidier (CCCM), du Santerre et d'Avre, Luce et Moreuil, la préfète dévoile en octobre 2015 son projet qui prévoit la « des communautés de communes d'Avre Luce Moreuil et du Val de Noye », le nouvel ensemble de 22 440 habitants regroupant 49 communes,. À la suite de l'avis favorable des intercommunalités et de la commission départementale de coopération intercommunale en janvier 2016 puis des conseils municipaux et communautaires concernés, la fusion est établie par un arrêté préfectoral du 22 décembre 2016, qui prend effet le 1er janvier 2017.
La commune est donc désormais membre de la communauté de communes Avre Luce Noye (CCALN).

### Liste des maires
| Période                                  | Période                       | Identité                | Étiquette    | Qualité |
| ---------------------------------------- | ----------------------------- | ----------------------- | ------------ | --- |
| Les données manquantes sont à compléter. |                               |                         |              | |
|                                          |                               |                         |              | |
|                                          |                               | Jean-Baptiste Lartisien |              | Cultivateur Conseiller d'arrondissement de Moreuil (1848 → 1852) |
|                                          |                               |                         |              | |
| 1971                                     | 1977                          | Jean-Louis Massoubre,   | UDR puis RPR | Chargé de mission en cabinet ministériel Conseiller général de Montdidier (1967 → 1979) Député de la Somme (2e circ) (1967 → 1981) Conseiller régional de Picardie (1973 → ? ) |
| 1977                                     | 2000                          | Francis Soilleux,       | CNI          | Agriculteur à Saulchoy-sur-Davenescourt Conseiller général de Moreuil (1982 → 1988)                                                                                            |
| 2000                                     | En cours (au 27 octobre 2023) | Yves Cottard            |              | Artisan commerçant retraité Vice-président de la CC Avre Luce Moreuil (2005 → 2016) Vice-président de la CC Avre Luce Noye (2017 → ) Réélu pour le mandat 2020-2026,           |

## Équipements et services publics

### Enseignement
En 2020, la commune accueille une école publique de quatre classes qui accueille un peu plus de cent élèves de la maternelle au CM2.

### Santé
Deux médecins généralistes qui y avaient leur cabinet ont quitté la commune en 2015. Une ostéopathe a rouvert le cabinet médical en 2017.

## Population et société

### Démographie
L'évolution du nombre d'habitants est connue à travers les recensements de la population effectués dans la commune depuis 1793. Pour les communes de moins de 10 000 habitants, une enquête de recensement portant sur toute la population est réalisée tous les cinq ans, les populations de référence des années intermédiaires étant quant à elles estimées par interpolation ou extrapolation. Pour la commune, le premier recensement exhaustif entrant dans le cadre du nouveau dispositif a été réalisé en 2008.

En 2022, la commune comptait 764 habitants, en évolution de −2,68 % par rapport à 2016 (Somme : −1,26 %, France hors Mayotte : +2,11 %).
| 1793  | 1800 | 1806  | 1821  | 1831  | 1836  | 1841  | 1846  | 1851  |
| ----- | ---- | ----- | ----- | ----- | ----- | ----- | ----- | ----- |
| 1 018 | 928  | 1 040 | 1 135 | 1 140 | 1 105 | 1 121 | 1 165 | 1 212 |

| 1856  | 1861  | 1866  | 1872  | 1876  | 1881  | 1886  | 1891  | 1896  |
| ----- | ----- | ----- | ----- | ----- | ----- | ----- | ----- | ----- |
| 1 266 | 1 259 | 1 368 | 1 339 | 1 333 | 1 364 | 1 308 | 1 185 | 1 056 |

| 1901  | 1906 | 1911 | 1921 | 1926 | 1931 | 1936 | 1946 | 1954 |
| ----- | ---- | ---- | ---- | ---- | ---- | ---- | ---- | ---- |
| 1 048 | 989  | 897  | 625  | 720  | 651  | 692  | 637  | 646  |

| 1962 | 1968 | 1975 | 1982 | 1990 | 1999 | 2006 | 2008 | 2013 |
| ---- | ---- | ---- | ---- | ---- | ---- | ---- | ---- | ---- |
| 678  | 634  | 559  | 568  | 634  | 652  | 719  | 738  | 784  |

| 2018 | 2022 | - | - | - | - | - | - | - |
| ---- | ---- | - | - | - | - | - | - | - |
| 770  | 764  | - | - | - | - | - | - | - |

## Culture locale et patrimoine

### Lieux et monuments
- Le château d'Arvillers.
- Église Saint-Martin, du XVIIe siècle[53]. 
Détruite pendant la Première Guerre mondiale[54],[55],[56], elle a été reconstruite en 1928 en brique et béton armé par Charles Duval et Emmanuel Gonse.

- Chapelle Notre-Dame de la Délivrance. Reconstruite en 1829[57].
- Chapelle Sainte-Margareth à Saulchoy-sous-Davenescourt, datée de 1840[57].
- Le monument aux morts, financé par une souscription publique vers 1923. Il s'agit d'un modèle-type de l'époque, le numéro 2139 du catalogue Gourdon, nommé soldat au drapeau[58],[59].

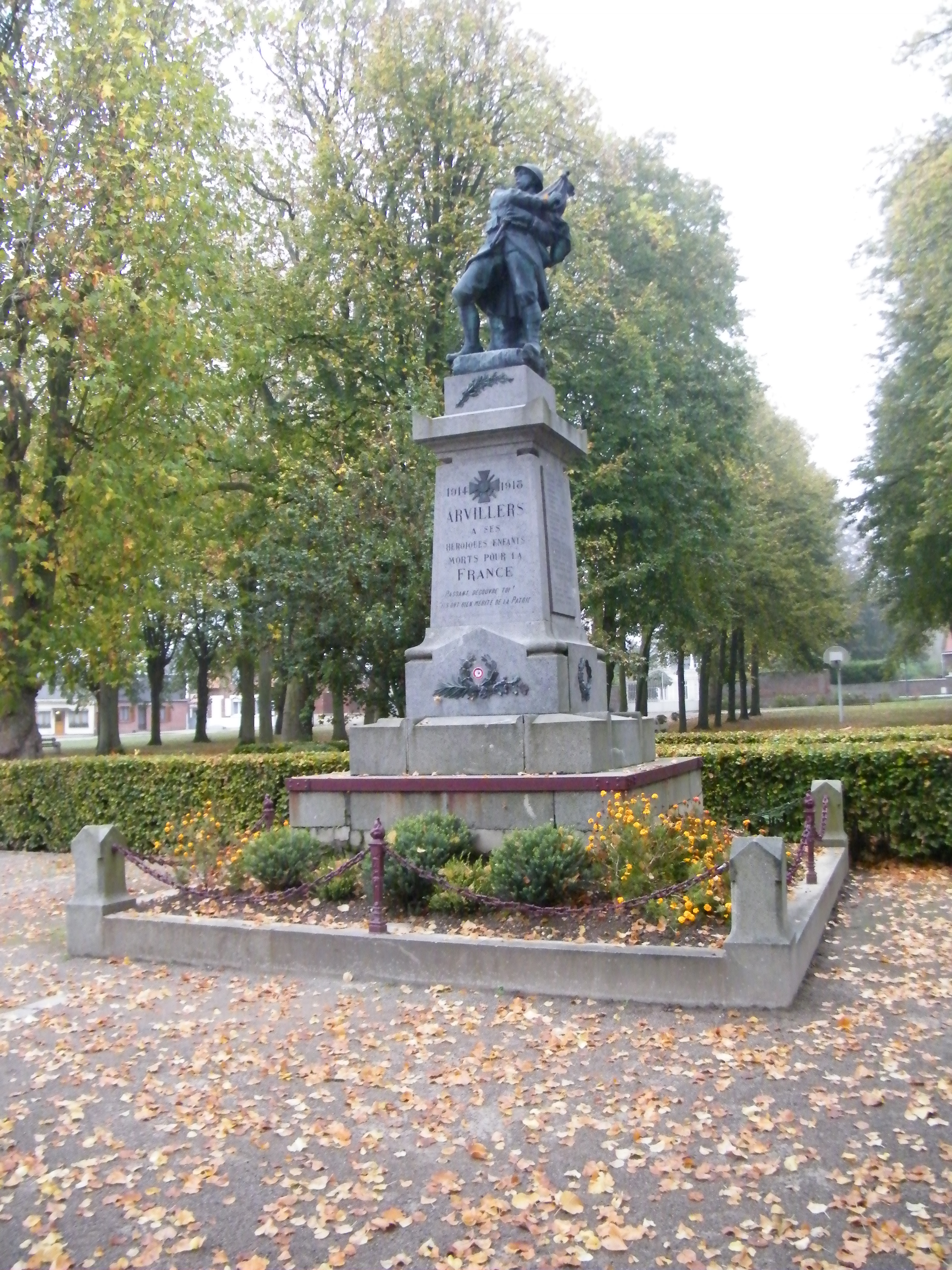
Le monument aux morts.
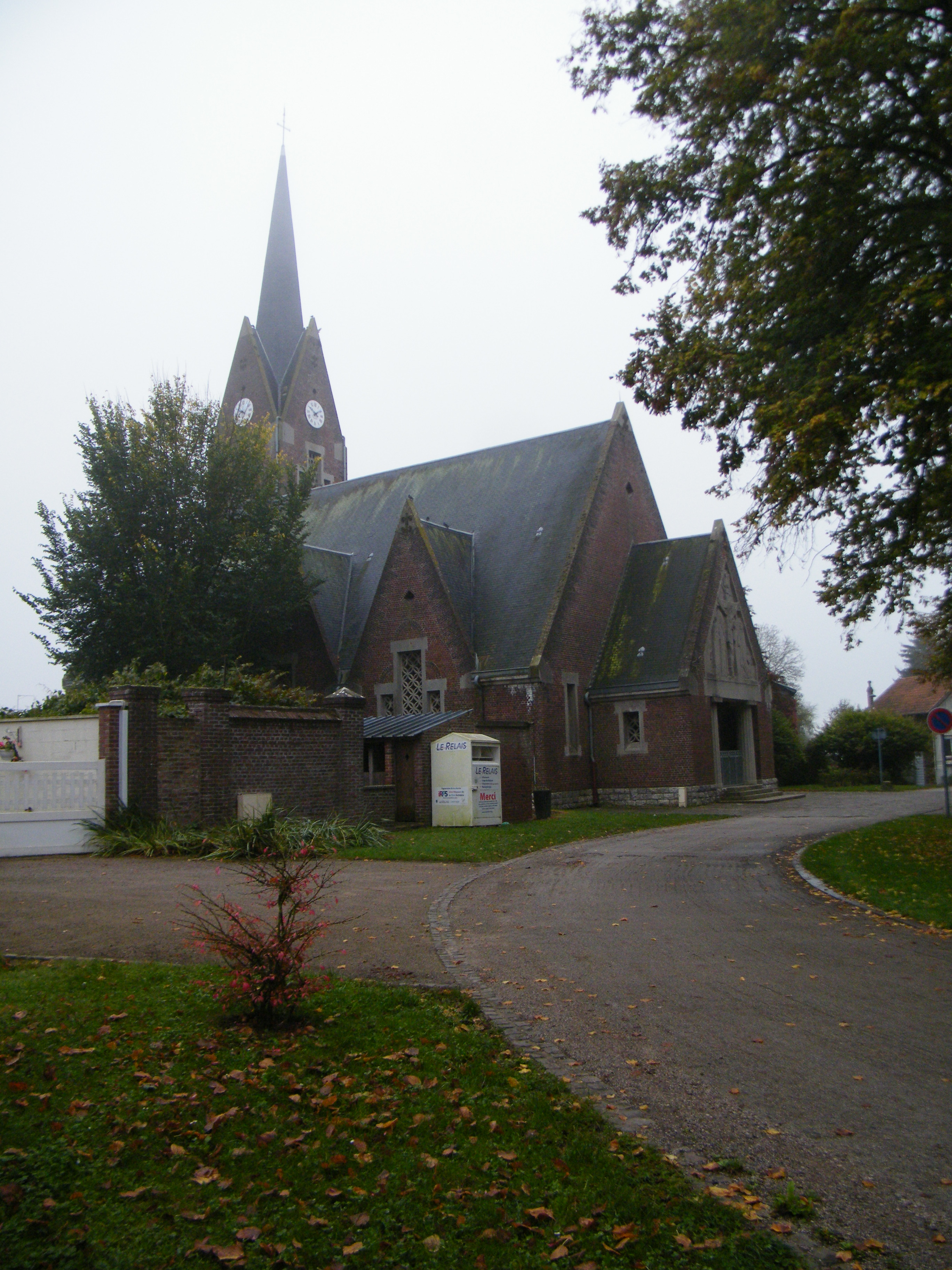
L'église Saint-Martin.
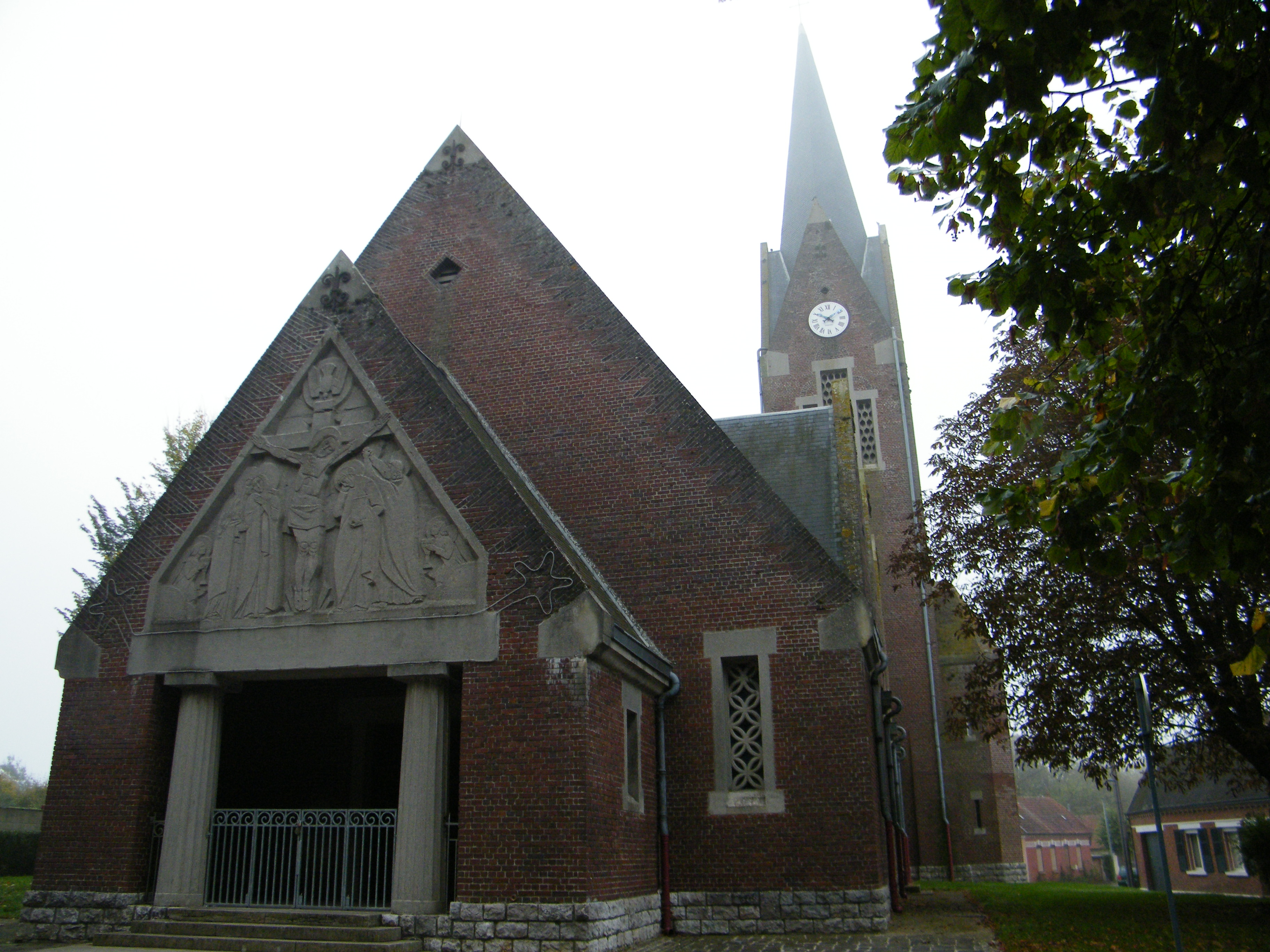
Autre vue de l'église.
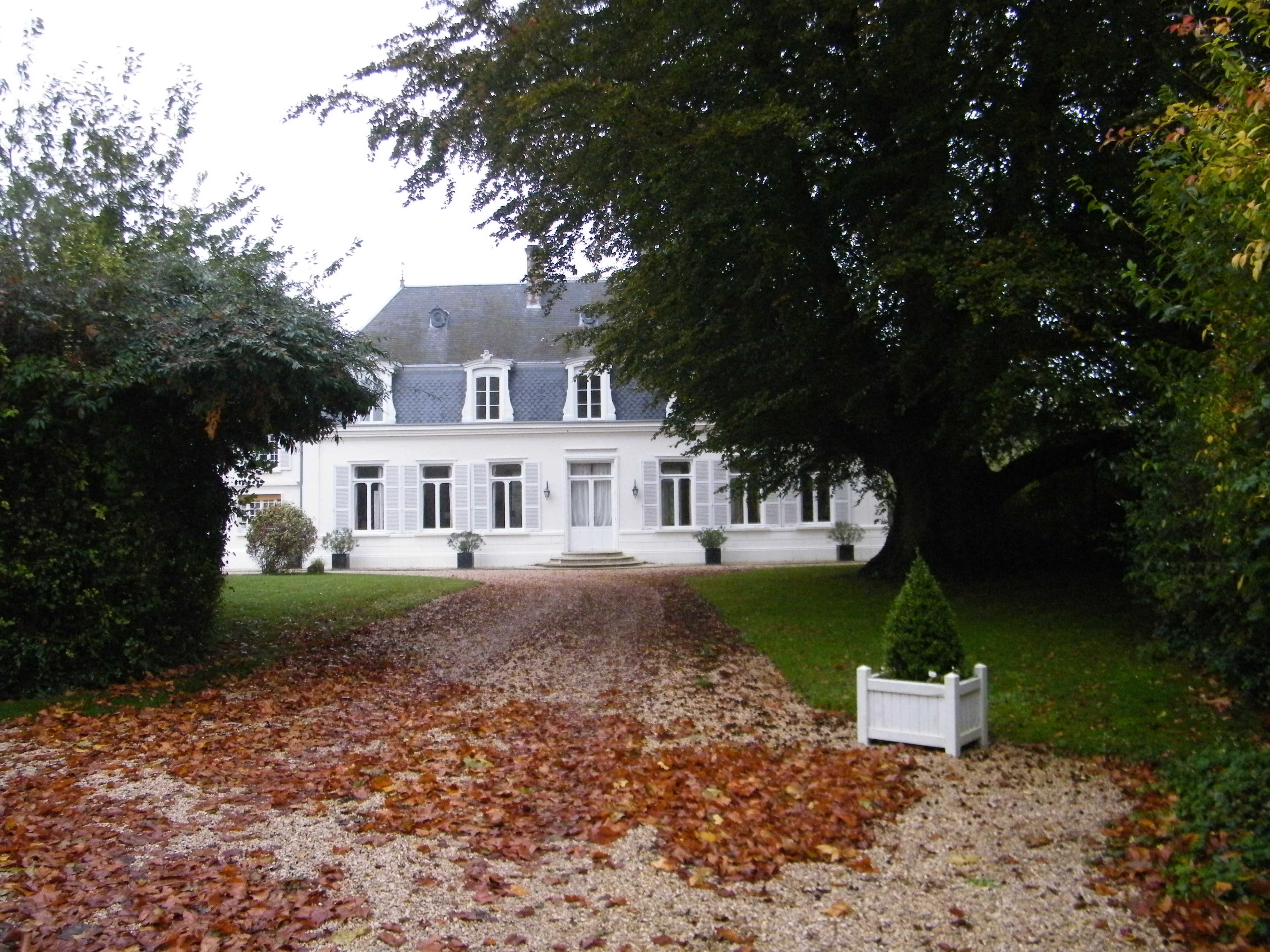
Le château.

### Personnalités liées à la commune
Madeleine Riffaud (1924-2024), héroïne de la résistance, poétesse, journaliste et correspondante de guerre française,, y est née.

## Pour approfondir